# نوفاك مارتينوفيتش
نوفاك مارتينوفيتش (بالصربية: Новак Мартиновић)‏ هو لاعب كرة قدم صربي في مركزي قلب الدفاع والدفاع، ولد في 31 يناير 1985 في بلغراد في صربيا. لعب مع النجم الأحمر بلغراد وستيوا بوخارست وسي إس باندوري تارغو جيو ونادي أو إف كيه بيوغراد ونادي بارتيزان.

## وصلات خارجية
- نوفاك مارتينوفيتش على موقع الاتحاد الأوربي (الإنجليزية)
- نوفاك مارتينوفيتش على موقع قاعدة بيانات كرة القدم.إي يو (الإنجليزية)
- نوفاك مارتينوفيتش على موقع Soccerway.com (الإنجليزية)
- نوفاك مارتينوفيتش على موقع عالم كرة القدم.نت (الإنجليزية)
- نوفاك مارتينوفيتش على موقع AS.com (الإسبانية)